# Morel Rodríguez Salcedo
Morel David Rodríguez Salcedo (Pampatar, Nueva Esparta, Venezuela, 6 de marzo de 1991) es un político, miembro fundador del partido Fuerza Vecinal. Actual alcalde de Pampatar, Municipio Maneiro del estado Nueva Esparta desde el 15 de diciembre de 2017, luego de haber resultado victorioso en las Elecciones municipales de 2017. Fue reelegido en 2021 con el apoyo del partido Fuerza Vecinal.

## Elecciones municipales 2017
En los comicios del 10 de diciembre de 2017, fue elegido Alcalde del municipio Maneiro del estado Nueva Esparta por la Mesa de la Unidad Democrática (MUD) con el 58,39 % de los votos, frente a la candidata del Partido Socialista Unido de Venezuela (PSUV) Bettys Luna, convirtiéndose en uno de los alcaldes más jóvenes del país.